# Classe Super Dvora Mk II
La classe Super Dvora Mk II est une classe de patrouilleurs rapides de la marine israélienne construite par la firme IAI Ramta pour être utilisée à la sécurité maritime des côtes et à la lutte anti-terroriste à partir de 1996.

## Conception
La coque est en alliage d'aluminium pour concilier stabilité et vitesse en haute mer.

À l'origine, chaque vedette était équipée de deux canons automatiques Oerlikon de 20 mm.
La marine sri-lankaise les a équipé de lanceur de grenades anti-sous-marines et de mitrailleuse Kalachnikov.

## Autres opérateurs
- Érythrée
- Inde
- Slovénie : 1 exemplaire reçu en 1996
- Sri Lanka : utilisation contre les Tigres de libération de l'Îlam tamoul

## Source
- (en) Cet article est partiellement ou en totalité issu de l’article de Wikipédia en anglais intitulé « Super Dvora Mk II class patrol boat » (voir la liste des auteurs).